# Cheilinus unifasciatus
 Cheilinus unifasciatus és una espècie de peix de la família dels làbrids i de l'ordre dels perciformes.

## Morfologia
Els mascles poden assolir els 46 cm de longitud total.

## Distribució geogràfica
Es troba des de l'Illa Christmas fins a les Hawaii, les Illes Marqueses, les Tuamotu, les Illes Ryukyu, el nord-oest d'Austràlia i Nova Caledònia.